# Knut Alm
Knut Alm (ur. 5 marca 1889 w Gminie Huddinge, zm. 3 czerwca 1969) – szwedzki lekkoatleta.

## Kariera
Brał udział w biegach przełajowych i indywidualnie zajął 30. miejsce na Letnich Igrzyskach Olimpijskich 1920.